# Bible de Wujek
 (juin 2020).
Si vous disposez d'ouvrages ou d'articles de référence ou si vous connaissez des sites web de qualité traitant du thème abordé ici, merci de compléter l'article en donnant les références utiles à sa vérifiabilité et en les liant à la section « Notes et références ».

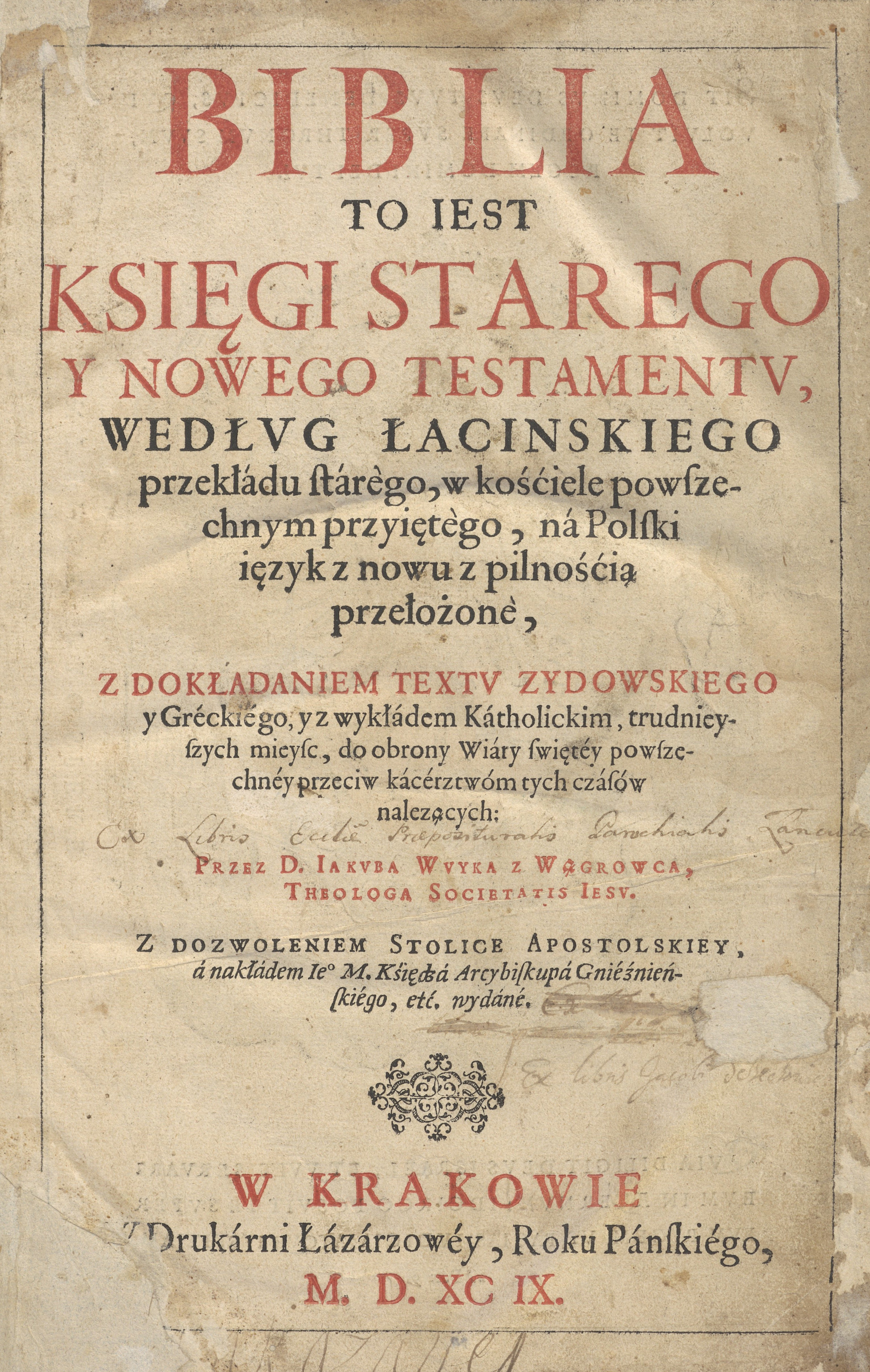
Page de titre de la Bible de Wujek (édition de 1599).

La Bible de Wujek (en polonais: Biblia Wujka) est la plus importante traduction de la Bible (Ancien et Nouveau Testament) en langue polonaise. Elle fut particulièrement influente dans son usage liturgique pluriséculaire. Œuvre du jésuite Jakub Wujek, son édition autorisée complète sortit de presse en 1599. Elle fut en usage jusqu’au milieu du XXe siècle et reste ouvrage de référence, y compris dans le domaine de la littérature polonaise. 

## Titre
Le titre complet de la Bible est: Biblia to iest Księgi Starego y Nowego Przymierza według Łacińskiego przekładu starego, w kościele powszechnym przyiętego, na Polski ięzyk z nowu z pilnością przełożone, z dokładaniem textu Żydowskiego y Greckiego, y z wykładem Katholickim, trudnieyszych miejsc, do obrony wiary swiętej powszechnej przeciw kacerstwóm tych czasów należących: przez D. Iakuba Wuyka z Wągrowca, Theologa Societatis Iesu. (en français : La Bible, c’est-à-dire les livres de l’Ancien et du Nouveau Testament selon l’ancienne traduction latine acceptée dans l’Église universelle, traduit à nouveau avec soin dans la langue polonaise, avec des ajouts de textes juifs et grecs, avec l’explication catholique de passages difficiles, pour la défense de la sainte foi universelle contre les hérétiques de ces temps, par le D. Iakub Wujek de Wągrowiec, théologien de la Compagnie de Jésus.)

## Histoire

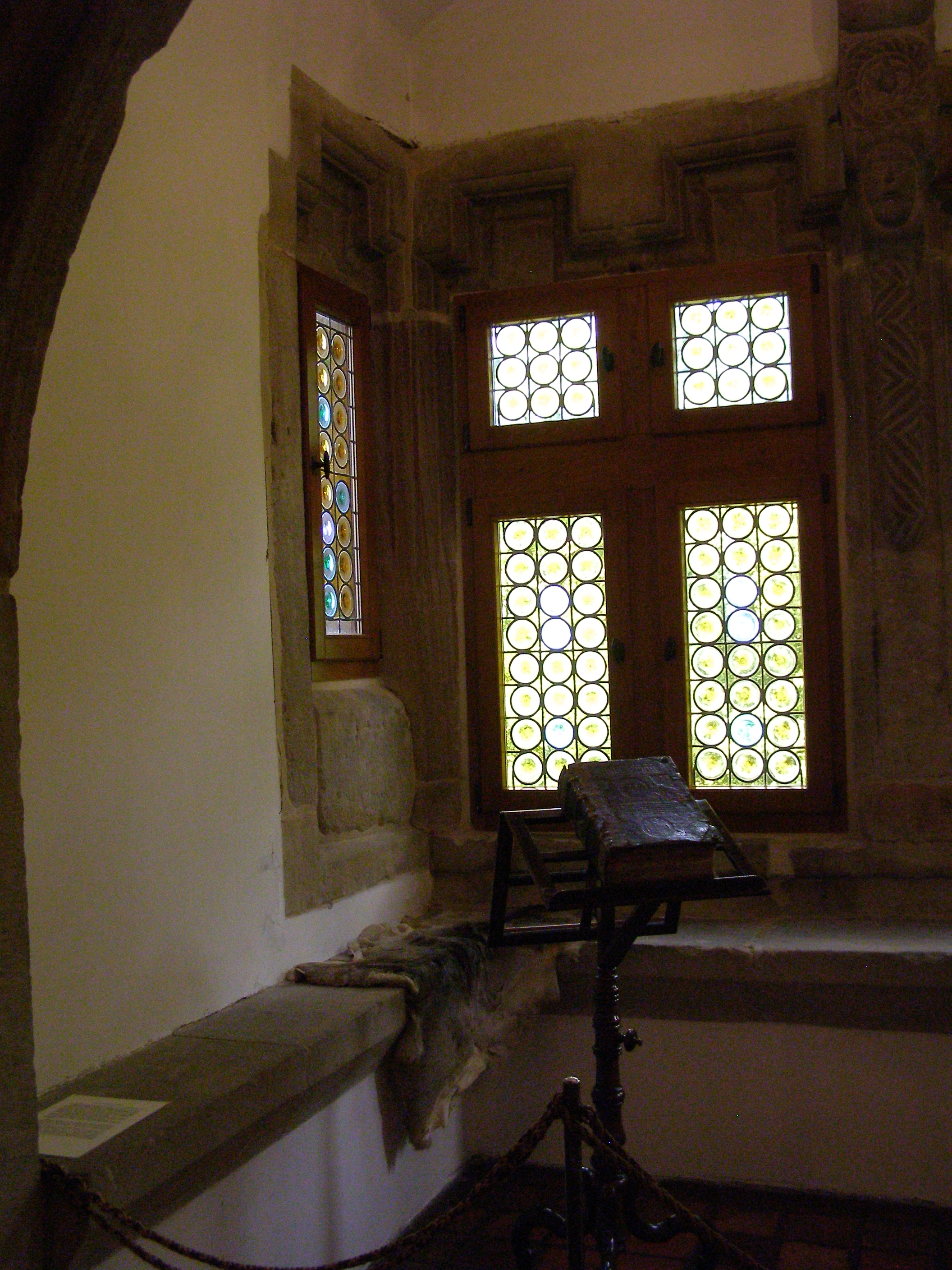
La Bible de Wujek sur un lutrin, dans la chapelle du château de Debno (Pologne).

La Bible en usage en Pologne au milieu du XVIe siècle était la 'Leopolita' (Biblia leopolity) publiée en 1561. Cependant elle n’était pas satisfaisante. Les traductions protestantes contemporaines étaient considérées comme meilleures.  En 1584, les jésuites polonais et l'archevêque de Gniezno (primat de Pologne), Stanislas Karnkowski, décident de mettre en chantier une nouvelle traduction polonaise de la Bible. Le père Jakub Wujek, déjà connu pour ses excellentes traductions de textes bibliques dans ses homélies, est choisi pour diriger cette tâche de grande ampleur.  
La nouvelle version de la Vulgate, appelée 'Sixto-Clémentine' (des papes Sixte V et Clément VIII), sort de presse en 1592. Cela cause du retard au travail de Wujek car de nombreuses vérifications doivent être faites pour que son texte soit en harmonie avec cette nouvelle version latine officielle.  
Le père Wujek achève la traduction du Nouveau Testament en 1594 et celle de l’Ancien Testament en 1596. Elles sont immédiatement publiées, avec notes et explications en bas de pages. Comme il en est l’auteur principal, cette nouvelle version de la Bible polonaise en vint à porter son nom. L’édition autorisée complète ne sort de presse qu’en 1599, deux ans après la mort du père Wujek. Elle est approuvée en 1607 lors du synode de Piotrków.
Cette Bible de Wujek remplace immédiatement l'ancienne 'Biblia Leopolity' et sera en usage liturgique jusqu’au concile Vatican II, au milieu du XXe siècle. En 1965 la 'Bible du millénaire' remplace, en Pologne, la Bible de Wujek.

## Importance
La Bible de Wujek est largement reconnue comme une excellente traduction, l’une des œuvres les plus importantes de la Renaissance en Pologne, et une œuvre majeure de la littérature polonaise. Diverses parties de celui-ci furent citées par des poètes polonais, y compris Adam Mickiewicz et Juliusz Słowacki. Elle fut reconnue comme la 'grande Bible catholique' polonaise, et fut utilisée même par les traducteurs de la première Bible protestante (1632), dite ‘Bible de Gdansk’.